# Olene affinis
Olene affinis är en fjärilsart som beskrevs av Holland 1893. Olene affinis ingår i släktet Olene och familjen tofsspinnare. Inga underarter finns listade i Catalogue of Life.